# 青海駅 (東京都)
青海駅（あおみえき）は、東京都江東区青海一丁目にある、東京臨海新交通臨海線（ゆりかもめ）の駅である。駅番号はU 10。

## 歴史
- 1995年（平成7年）11月1日 - 開業[1][2]。

## 駅構造
島式ホーム1面2線の高架駅である。

### のりば
| 番線 | 路線       | 行先     |
| ---- | ---------- | -------- |
| 1    | ゆりかもめ | 豊洲方面 |
| 2    | ゆりかもめ | 新橋方面 |

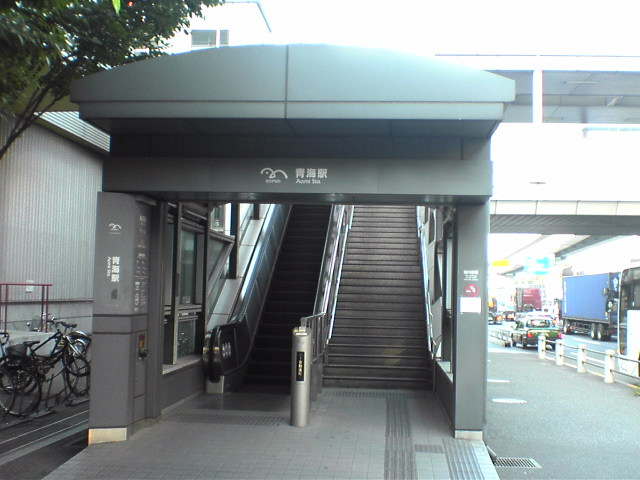
出入口
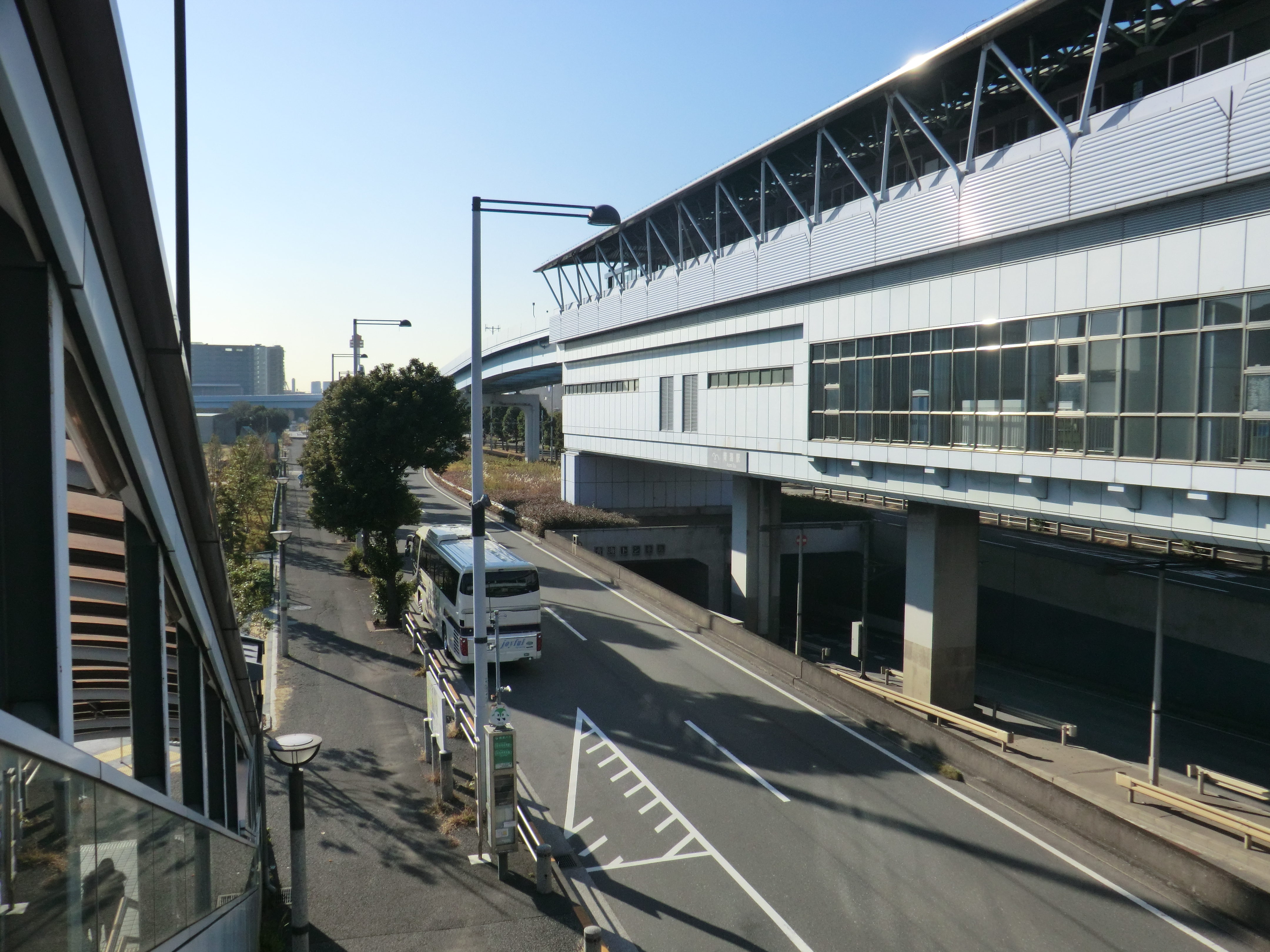
青海駅の真下にある、青海トンネルの入り口
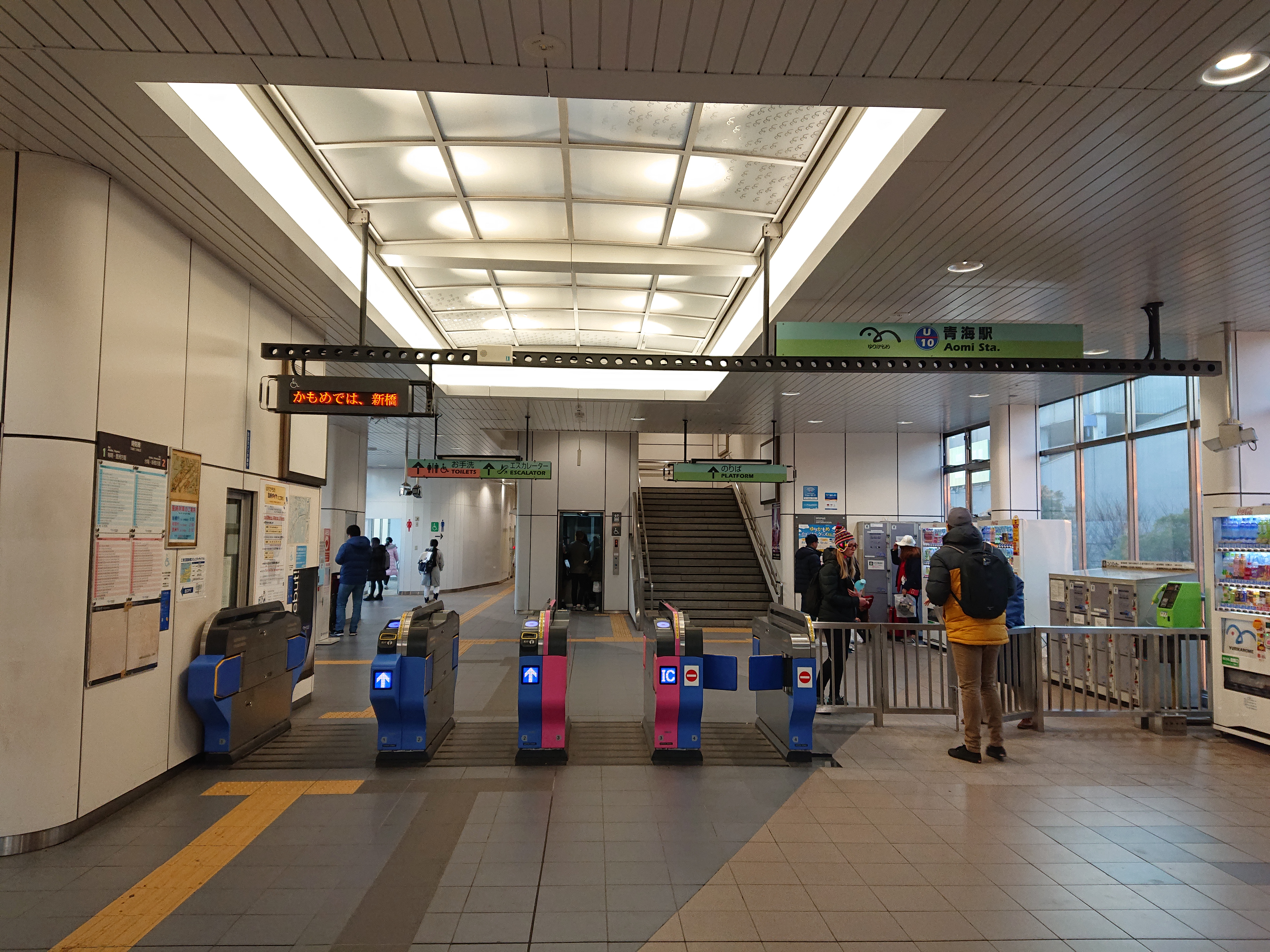
改札口
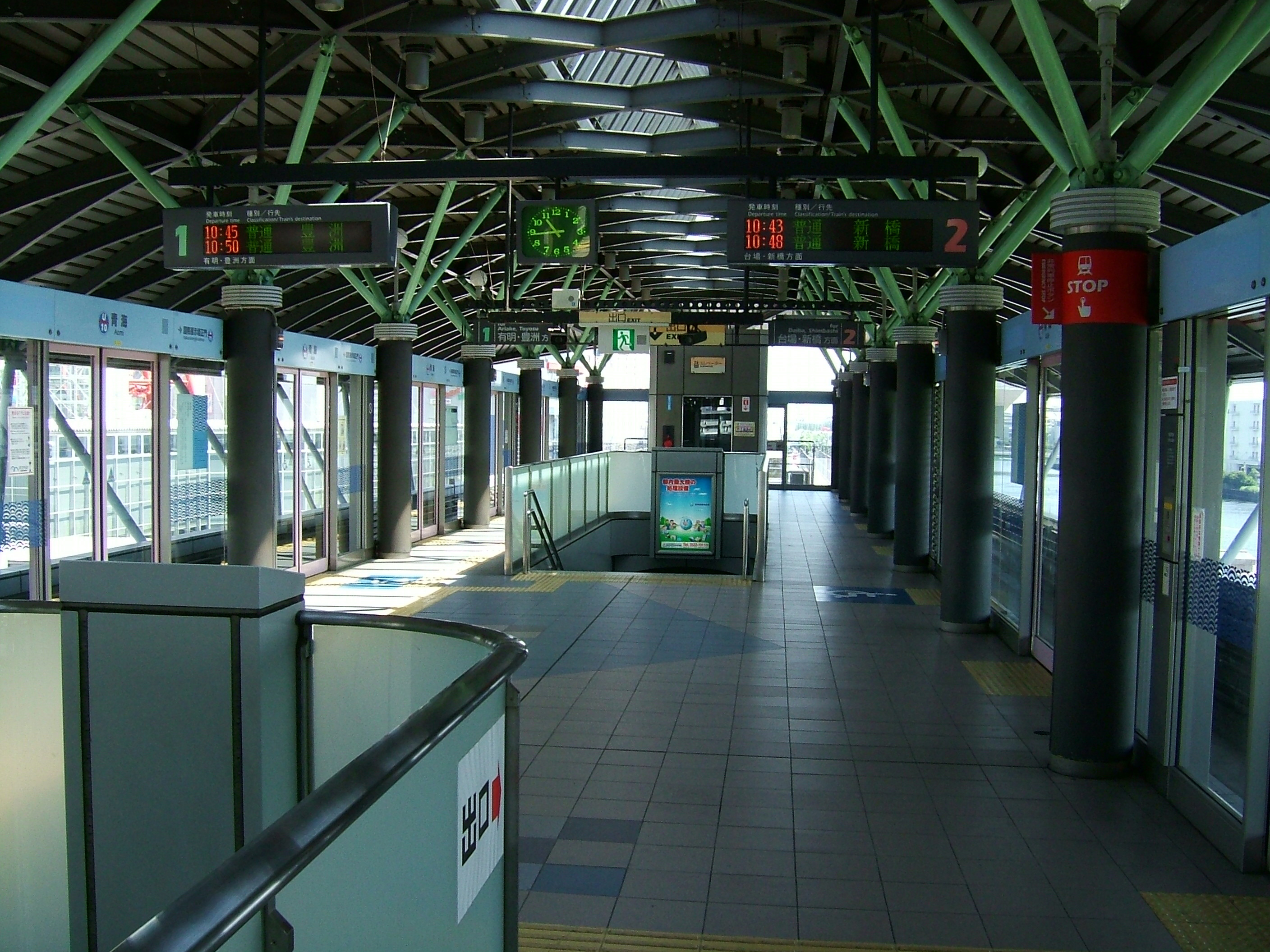
ホーム

## 利用状況
2023年度（令和5年度）の1日平均乗車人員は735人である。ゆりかもめの駅では最も少ない。
開業当初は周辺の商業施設がほぼ皆無で利用も僅少であったが、1999年のパレットタウン開業により大幅に増加し、需要の大半を占めていた。2022年のパレットタウン閉館以降は急落している。
開業以来の1日平均乗車人員推移は下記の通り。
| 年度               | 1日平均 乗降人員 | 1日平均 乗車人員 | 出典     |
| ------------------ | ---------------- | ---------------- | -------- |
| 1995年（平成07年） |                  | 72               | [ * 1 ]  |
| 1996年（平成08年） |                  | 175              | [ * 2 ]  |
| 1997年（平成09年） |                  | 123              | [ * 3 ]  |
| 1998年（平成10年） |                  | 205              | [ * 4 ]  |
| 1999年（平成11年） |                  | 6,325            | [ * 5 ]  |
| 2000年（平成12年） |                  | 5,767            | [ * 6 ]  |
| 2001年（平成13年） |                  | 4,386            | [ * 7 ]  |
| 2002年（平成14年） |                  | 4,010            | [ * 8 ]  |
| 2003年（平成15年） |                  | 3,216            | [ * 9 ]  |
| 2004年（平成16年） |                  | 2,918            | [ * 10 ] |
| 2005年（平成17年） |                  | 2,948            | [ * 11 ] |
| 2006年（平成18年） |                  | 3,816            | [ * 12 ] |
| 2007年（平成19年） |                  | 3,831            | [ * 13 ] |
| 2008年（平成20年） |                  | 3,833            | [ * 14 ] |
| 2009年（平成21年） |                  | 3,758            | [ * 15 ] |
| 2010年（平成22年） |                  |                  |          |
| 2018年（平成30年） | 8,995            | 4,535            |          |
| 2019年（令和元年） | 11,883           | 5,681            |          |
| 2020年（令和02年） | 2,102            |                  |          |
| 2021年（令和03年） | 3,648            | 1,767            |          |
| 2022年（令和04年） | 1,707            | 845              |          |
| 2023年（令和05年） | 1,483            | 735              |          |

備考
1. ↑  東京都統計年鑑を出典にしている数値については、元データが1,000人単位で掲載されているため、*1000/365（or366）で計算。
2. ↑  1995年11月1日から1996年3月31日までの152日間で元データを除している。

## 駅周辺
駅北側にはパレットタウンが存在したが、2022年8月までに全施設が営業を終了した。南側にはコンテナ埠頭があり、大型の貨物船が出入りしている。
旧パレットタウンを挟んだ北側に東京臨海高速鉄道りんかい線の東京テレポート駅があり、施設閉業後も行き来が可能となっている。さらに北上しテレポートブリッジを渡るとゆりかもめお台場海浜公園駅方面に至る。
- TOYOTA ARENA TOKYO
- イマーシブ・フォート東京[4]
- BMW GROUP Tokyo Bay
- シンボルプロムナード公園
- りんかい線東京テレポート駅（徒歩約5分）
- 青海埠頭
- CITY CIRCUIT TOKYO BAY[5]

## バス路線

### バス
最寄り停留所は、駅高架下を走る道路にある青海駅前である。当初はパレットタウン前であったが、パレットタウンの閉館に伴い2022年9月1日より現停留所名に改称された。
以下の路線が乗り入れ、東京都交通局により運行されている。なお、いずれの系統も土休日のみの運行である。
- 急行05（江東区城東シャトル）：日本科学未来館行 / 錦糸町駅前行
- 直行03：日本科学未来館行
- 急行06（江東区深川シャトル）：日本科学未来館行 / 森下駅前行

このほか、パレットタウン跡地を挟んだロータリーにある東京テレポート駅前・東京テレポート・東京テレポート駅も至近である。発着路線は「東京テレポート駅#バス路線」を参照。

### 水上バス
かつては近隣にパレットタウン乗船場があり、東京都観光汽船の水上バスが発着していたが、廃止された。

## 他駅との混同
青梅市にあるJR東日本青梅線の青梅駅は同じ都内にあるだけでなく、字面が似ており、実際にパレットタウンやZepp Tokyoでのコンサートに出演予定だった歌手が間違えて青梅駅に行ってしまった例が複数に亘り報じられた。
この為インターネット上を中心に改名の議論がなされることがしばしばあるものの、ゆりかもめは「周辺の地名が青海であることから名付けた駅」であることも踏まえ、他駅と文字が似ているという理由だけでは変更しない意向を示している。
なお新潟県糸魚川市のえちごトキめき鉄道日本海ひすいライン（旧JR西日本北陸本線）には、全く同字の「青海（おうみ）駅」がある。

## 隣の駅
ゆりかもめ
 東京臨海新交通臨海線（ゆりかもめ）
テレコムセンター駅 (U 09) - 青海駅 (U 10) - 東京ビッグサイト駅 (U 11)